# رود اوسیوتر
رود اوسیوتر (انگلیسی: Osyotr) یک رودخانه در استان مسکو کشور روسیه است.